# 1940 год в науке
В 1940 году были различные научные и технологические события, некоторые из которых представлены ниже.

## Биохимия
- 24 августа Хоуард Флори, а также Эрнст Чейн, А. Д. Гарднер, Норман Хитли, М. Дженнингс, Дж. Орр-Иинг и Г. Сандерс опубликовали лабораторные исследования, показывая в естественных условиях бактерицидное действие пенициллина. Они также очистили препарат.

## Биология
- 2 февраля первые транспозоны обнаружены в кукурузе (Zea mays, иначе зерно) Барбарой Мак-Клинток[1][2].

## Информатика
- 2 февраля калькулятор для сложных арифметических на основе реле.

## Химия
- 27 февраля Мартин Кеймен и Сэм Рубен открыли радиоактивный изотоп углерод-14.
- Синтезирован астат Корсоном, Маккензи и Сегре.
- Получен нептуний Э. М. Макмилланом и Ф. Х. Абельсоном.

## Физика
- 5 января УКВ CCIR впервые представлено агентству по связи США.
- Изобретён магнетрон Джоном Рэндаллом и Гарри Бутом.

## Награды
- Нобелевская премия
  - Физика — премия не присуждалась.
  - Химия
  - Физиология и медицина

## Родились
- 3 февраля — Тимоти Питер Уайзмен, британский историк-антиковед, профессор Эксетерского университета (1977—2001);
- 26 ноября — Энрико Бомбиери, математик.

## Скончались
- 29 января — Даниил Осипович Святский, русский и советский астроном, метеоролог.
- 6 февраля — Сидней Джон Хиксон, английский зоолог; член Лондонского королевского общества (род. 1859).